# Segon setge de Girona de 1808
El segon setge de Girona de 1808 fou posat per les tropes imperials de Guillaume Philibert Duhesme i fou alçat pel brigadier Raimon Caldagués.

## Antecedents
Amb gran part d'Espanya en rebel·lió oberta, Napoleó Bonaparte va establir el comandament a Baiona per reorganitzar les seves forces i corregir la situació, creient que un desplegament ràpid de les forces acovardiria els insurgents i consolidaria ràpidament el seu control d'Espanya, i va enviar una sèrie de columnes que volien escanyar a la rebel·lió prenent i pacificant les principals ciutats d'Espanya: Des de Madrid Jean Baptiste Bessières va dirigir-se a Castella la Vella amb 25.000 homes i va enviar un destacament a Aragó, amb l'objectiu de capturar Santander i Saragossa; Jeannot de Moncey va marxar cap a València amb 29.350 homes, Pierre-Antoine Dupont conduiria 13.000 homes al sud cap a Sevilla i el port de Cadis, que resguardava la flota de François Rosilly de la Royal Navy i Guillaume Philibert Duhesme amb 12.710 tropes cap a Catalunya, per prendre Girona.
Havent sortit de Barcelona el 12 de juny, el dia 20 de juny començà l'atac contra la plaça de Girona. Tot i la seva duresa, fou refusat per les escasses forces defensores, compostes per 300 soldats del regiment d'Ultònia i uns 1.500 miquelets dividits en dos terços, sota el comandament de Joan Clarós i Francesc Milans del Bosch. Els aproximadament 6.000 homes de Duhesme no pogueren prendre una plaça en mal estat, envellida i amb poques defenses. L'atac es desfermà de nit i fou especialment sagnant, amb una preeminència de la lluita cos a cos amb baionetes. Malgrat la força numèrica francesa, Duhesme fou derrotat i hagué de retirar-se a Barcelona amb uns 300 morts i 32 carros de ferits. Per la banda gironina, solament hi hagué set morts i 27 ferits.

## El setge
El setge durà del 20 de juliol al 16 d'agost de 1808.

## Conseqüències
Girona va capitular el desembre de 1809.